# Music to Watch Boys To
«Music to Watch Boys To» (с англ. — «Музыка, под которую смотрят на парней») — песня американской певицы и автора песен Ланы Дель Рей. Авторами трека являются сама певица и часто работающий с нею автор и продюсер Рик Ноуэлс. Песня была выпущена в качестве второго сингла в поддержку четвёртого студийного альбома Дель Рей Honeymoon. Продюсировал трек Киерон Мэнзиес. Песня была записана в 2015 году на студии звукозаписи The Green Building в Санта-Монике.

## История создания
Впервые Дель Рей упомянула песню в числе возможных названий для будущего студийного альбома в конце июня 2014 года. 2 января 2015 года, в интервью для газеты Los Angeles Times, певица рассказала немного о песне, сказав, что написала её «визуально»: «название трека представляет собой тени людей, проходящих мимо глаз этой девочки, её лица». Позже, Дель Рей сказала: «„Music To Watch Boys To“ является одной из моих любимых песен с альбома, особо мне нравится 30-секундная а капелла в начале. Напоминает мне бонус-трек с альбома Jewels of the Sea Леса Бакстера». Первоначально лейблом певицы предполагалось выпустить песню в качестве ведущего сингла с альбома.
Фрагмент, на тот момент ещё не выпущенной, песни «Music To Waych Boys To» впервые появился в промо-ролике к альбому Honeymoon, где также прозвучали отрывки других треков с альбома, а именно «Terrence Loves You», «Freak» и «High by the Beach». 9 сентября 2015 года Дель Рей разместила официальную обложку сингла в социальных сетях, также сообщив, что мировая премьера песни состоится на радио Beats 1. 11 сентября 2015 года песня была официально выпущена в качестве второго сингла альбома Honeymoon. В некоторых странах были выпущены промо-диски с треком. Обложка трека была подготовлена сестрой певицы Чак Грант.

### Музыкальное видео
3 июня 2015 года модель Джейк Маст написал в Twitter, что снялся в музыкальном видео на трек «Music To Watch Boys To», также предположив, что клип выйдет в конце месяца. В сентябре того же года Дель Рей разместила в Instagram фото со съёмок музыкального видео. Официальная премьера музыкального видео состоялась 30 сентября 2015 года на YouTube. По сюжету Дель Рей отдыхает на шезлонге, слушая музыку, и смотрит на парней, играющих в баскетбол, а группа молодых девушек в бежевых платьях плавают в воде. Некоторые сцены видео показывались в черно-белых тонах. Видео заканчивается прыжком девушек в воду. Видео было снято в апреле 2015 года режиссёром Кингой Буржей

## Список композиций
| №  | Название                 | Автор(ы)                  | Продюсер(ы)               | Длительность |
| -- | ------------------------ | ------------------------- | ------------------------- | ------------ |
| 1. | «Music To Watch Boys To» | Лана Дель Рей, Рик Ноуэлс | Дель Рей, Ноуэлс, Мэнзиес | 4:50         |

| №  | Название                 | Автор(ы)             | Продюсер(ы)               | Длительность |
| -- | ------------------------ | -------------------- | ------------------------- | ------------ |
| 1. | «Music To Watch Boys To» | Дель Рей, Рик Ноуэлс | Дель Рей, Ноуэлс, Мэнзиес | 4:51         |

| №  | Название                 | Автор(ы)             | Продюсер(ы)               | Длительность |
| -- | ------------------------ | -------------------- | ------------------------- | ------------ |
| 1. | «Music To Watch Boys To» | Дель Рей, Рик Ноуэлс | Дель Рей, Ноуэлс, Мэнзиес | 4:50         |

## Участники записи
Данные взяты с сайта Discogs.
| - Лана Дель Рей — вокал, автор, продюсер - Рик Ноуэлс — автор, электрогитара, пианино, синтезатор - Киерон Мэнзиес — продюсер, ударные, семплер, перкуссия, производство, сводка - Патрик Уоррен — фагот, кларнет, гобой, струнные, флейта - Лион Митчелз — флейта | - Тревор Йасуда — аранжировка, сводка - Роджер Джозеф Мэннинг-младший — бас, омникорд - Курт Бискьюра — ударные - Крис Гарсия — сводка - Песня записана на студии The Green Building, Санта-Моника, Калифорния, США | - Мастеринг произведён Адамом Айаном на студии Gateway Mastering Studio, Портленд, Мэн, США - Песня издана Cosmic Lime (ASCAP), R-Rated Music, EMI April, Music Inc (Global Music Rights), Sony/ATV Music Publishing - Чак (Кэролайн) Грант — фотограф (обложка) |

## Чарты
| Чарт (2015)    | Высшая позиция |
| -------------- | -------------- |
| Франция        | 117            |
| Великобритания | 186            |

## История релиза
| Регион | Дата             | Формат               | Лейбл               | П.    |
| ------ | ---------------- | -------------------- | ------------------- | ----- |
| Земля  | 10 сентября 2015 | Цифровая дистрибуция | Interscope, Polydor | [ 1 ] |